# Leucania gambiensis
Leucania gambiensis là một loài bướm đêm trong họ Noctuidae.